# Rhipidoglossum brevifolium
Rhipidoglossum brevifolium är en orkidéart som beskrevs av Victor Samuel Summerhayes. Rhipidoglossum brevifolium ingår i släktet Rhipidoglossum och familjen orkidéer.
Artens utbredningsområde är São Tomé. Inga underarter finns listade i Catalogue of Life.